# Цикулина, Надежда Леонидовна
Надежда Леонидовна Цикулина (род. 1950) — советский и российский художник, живописец и искусствовед. Член Союза художников СССР (1980) и Союза художников России с 1992 года. Академик РАХ (2018; член-корреспондент РАХ с 2011). Заслуженный художник Российской Федерации (2008).

## Биография
Родилась 31 марта 1950 года в городе Сосногорске.
В 1971 году закончила Московскую среднюю художественную школу АН СССР. С 1971 по 1976 год обучалась на Московском художественном институте имени В. И. Сурикова, обучение в институте проходила в мастерской станковой живописи профессора В. Г. Цыплакова. С 1976 по 1980 год на педагогической работе в Калининском художественном училище имени А. Г. Венецианова, преподавала по классу живописи.
С 1970 года являлась участником областных, зональных и зарубежных художественных выставок в том числе выставки 1977 года в Финляндии и выставок в России: IX региональной выставки художников Центральных областей России и художественной выставки «Художники Нечерноземья».
Н. Цикулина являлась автором таких живописных произведений как «Судьба», «Вавилонская башня», «Святая Троица» и «Спас в силах» (2007), «Рождение» (2008), «Ева» и «Художник и муза» (2009), «Золотой ангел» (2010), «Автопортрет» (2011), «Возвращение» (2014). Зарубежные персональные выставки проходили в  городах Германии: Оснабрюк (1991), Берлин(1994) и Эссен (1998), а также в японском городе Токио (1994). Надежда Цикулина является автором чётырёх монографий в области искусства «Спиритуализм в живописи» (2009) и «Дух времени и искусство» (2012),
«Сознательное и бессознательное в живописи» (2015) и «Духовность в живописи»  (2018).
В 1980 году Н. Цикулина становится членом Союза художников СССР, в 1992 году — Союза художников России. В 2011 году была избрана член-корреспондентом РАХ по Отделению живописи, в 2018 году — Действительным членом РАХ .
4 октября 2008 года Указом Президента России «За заслуги  в  области  изобразительного  искусства» Надежда Цикулина была удостоена почётного звания Заслуженный художник Российской Федерации.

## Награды
- Заслуженный художник Российской Федерации (2008 — «За заслуги  в  области  изобразительного  искусства»)[3]
- Серебряная медаль СХР (2014)[1]
- Орден за служение искусству ("Золотой Крест"), РАХ (2015)